# Sramoćenje na internetu
Sramoćenje na internetu je vrsta javnog sramoćenja u kojem je žrtva (ili meta) javo ponižavana preko interneta, socialnih medija (Twitter, Instagram, Facebook ili slično), ili preko lokaliziranih medija kao lančane elektroničke poruke ili slično. Sramoćenje na internetu obično uzima oblika i obično je povezana s iznošavanja osobnih podataka ili informacija na internetu, prozivanja, otkazivanjem (kultura otkazivanja), doksiranje, negativne kritike, te publiciranja intimih slika ili video zapisa.

## Kazneni zakoni

### Hrvatska
U Hrvatskoj je od 2013. godine uveden je zakon koji je regulirao pojavu javnog sramoćenja i sada je postoji kao posbeno kazneno djelo u Kaznenom zakonu Republike Hrvatske.  Ovaj posebna uredba zakon se kasnije promijenila 2020. godini, kada je obrisan kao poseban čin te je spojen s kaznenim djelom uvrede i klevete. U Hrvatskoj sljedeće je regulirano kroz Krazneni Zakon kroz 14. glavu - kaznena dijela protiv privatnosti, i 15. glavu - kaznena dijela protiv časti i ugleda.